# Mara Venier
Mara Venier, nom de naissance Mara Povoleri née à Venise le 20 octobre 1950 est une actrice et présentatrice de télévision italienne.

## Biographie
Mara Venier est née à Venise le 20 octobre 1950. La famille déménage à Mestre. Elle devient mère à 17 ans de Elisabetta Ferracini (it), épouse en 1971 et rejoint à Rome Francesco Ferracini. En 1973 elle entame une carrière d'actrice 1973 dans le film Diario di un italiano (it) de Sergio Capogna participe à la  série TV de Dario Argento  La porta sul buio dans l'épisode « La bambola » réalisé par Mario Foglietti (it). À la fin des années 1980 elle commence une carrière à la télévision comme présentatrice. Elle atteint l'apogée de sa carrière dans les années 1990 à la Rai 1 en animant Cantagiro et pendant neuf saisons de 1993 et 2014, puis de 2018 à aujourd'hui Domenica In.
De 2010 à 2013 elle a présenté le programme La vità in diretta sur Rai 1.
Elle a mené en parallèle sa carrière d'actrice et de présentatrice de télévision jusqu'en 1998, année à partir de laquelle elle se dédie presque exclusivement à la télévision,.

## Controverse sur le Communiqué de la Rai concernant l'Attaque de Hamas (2024)
Le 12 février 2024, Mara Venier s'est retrouvée au centre d'une controverse après avoir lu une déclaration du PDG de Rai, Roberto Sergio, lors d'un épisode de Domenica In. La déclaration exprimait la solidarité avec le peuple israélien et la communauté juive, rendant hommage aux victimes des attaques du Hamas du 7 octobre. Voici le texte intégral de la déclaration :
« J'exprime ma solidarité totale avec le peuple d'Israël et la communauté juive, et mes pensées vont aux nombreux enfants, femmes et hommes qui ont perdu la vie dans l'attaque du 7 octobre. La Rai est profondément engagée à maintenir vivante la mémoire de ces victimes innocentes et de toutes les personnes encore détenues en otage par le Hamas. »
À la fin de la lecture, Venier a ajouté : « Ce sont les mots de notre PDG que nous partageons évidemment tous. » Ce commentaire a suscité une forte réaction, avec des accusations de partialité et d'omission concernant les victimes palestiniennes, provoquant des débats sur les réseaux sociaux et parmi le public télévisuel.
L'incident a été critiqué par diverses figures politiques, y compris Andrea Orlando du Parti Démocratique, qui a qualifié la position de la Rai de « bornée » et « embarrassante ». Des manifestations ont également eu lieu dans plusieurs villes italiennes ; à Naples, des groupes pro-palestiniens se sont rassemblés devant le bureau local de la Rai, entraînant des affrontements avec la police.
Des artistes et des personnalités publiques ont également exprimé leur désaccord avec le communiqué diffusé en direct. Le rappeur Ghali a accusé la Rai de manquer d'équilibre, déclarant qu'« un diffuseur public ne devrait pas prendre une position aussi unilatérale dans un conflit aussi complexe. » De même, Dargen D'Amico a critiqué la Rai pour avoir omis de mentionner la souffrance des Palestiniens, affirmant que « ignorer une partie de l'histoire contribue à déshumaniser ceux qui sont déjà victimes de la guerre. »
Pour se défendre, Mara Venier a expliqué que son rôle de présentatrice inclut la lecture des déclarations officielles de la chaîne et que son commentaire supplémentaire reflétait une position institutionnelle. Cependant, l'épisode a suscité un débat sur le rôle de la Rai en tant que service public et sur sa gestion du pluralisme dans des contextes sensibles comme le conflit israélo-palestinien.

## Filmographie partielle
Cinéma
- 1973 : Diario di un italiano de  Sergio Capogna
- 1974 :
  - La badessa di Castro, de Armando Crispino
  - Abbasso tutti, viva noi, de Gino Mangini
- 1976 : Cattivi pensieri, de Ugo Tognazzi
- 1979 : Un'emozione in più, de Francesco Longo
- 1980 : Zappatore, de Alfonso Brescia
- 1981 : E noi non faremo Karakiri, de Francesco Longo
- 1982 : Testa o croce (Testa o croce) de Nanni Loy : Teresa

- 1983 : Al bar dello sport, de Francesco Massaro
- 1984 : Chewingum, de Biagio Proietti
- 1987 :
  - Animali metropolitani, de Steno
  - Caramelle da uno sconosciuto, de Franco Ferrini (1987)
  - Kamikazen - Ultima notte a Milano, de Gabriele Salvatores
- 1988 : Delitti e profumi, de Vittorio De Sisti
- 1989 : Night Club, de Sergio Corbucci
- 1990 : Il ritorno del grande amico, de  Giorgio Molteni
- 1993 : Pacco, doppio pacco e contropaccotto, de Nanni Loy
- 1998 : Paparazzi de Neri Parenti
- 2008 : Torno a vivere da solo, de Jerry Calà
- 2011 : Vacanze di Natale a Cortina, de Neri Parenti
- 2015 : Pecore in erba, de Alberto Caviglia

Télévision
- 1973 : La porta sul buio, épisode La bambola, de Mario Foglietti
- 1975 : Diagnosi, de Mario Caiano
- 1981 : Greggio e pericoloso, de Enzo Tarquini
- 1982 : Un gusto molto particolare, de Giorgio Molteni
- 1986 : Atelier, de Vito Molinari
- 1987 :   
  - Portami la luna, de Carlo Cotti
  - Professione vacanze, de Vittorio De Sisti
  - Tutti in palestra, de Vittorio De Sisti
  - La famiglia Brandacci, de Sergio Martino
- 1995 : La voce del cuore, de Lodovico Gasparini
- 1996 : Il goal del martin pescatore, de Ruggero Miti
- 1998 : Ritornare a volare, de Ruggero Miti

## Programmes présentés à la télévision (liste partielle)
- Una rotonda sul mare (Canale 5, 1990)
- Cantagiro (Rai 1, 1991–1992)
- Domenica in (Rai 1, 1993–1997, 2001–2003, 2004–2006, 2013–2014, 2018-présent)
- Dopofestival di Sanremo (Rai 1, 1994)
- Viva Napoli! (Rete 4, 1994)
- Luna park (Rai Uno, 1994–1997)
- Gran premio internazionale dello spettacolo (Canale 5, 1995–1996)
- La partita del cuore (Rai 1, 1996, 2011)
- Ciao Mara (Canale 5, 1997)
- Una goccia nel mare (Canale 5, 1997)
- Forza papà (Canale 5, 1998)
- Premio Barocco (Rai 1, 1998)
- La vita è meravigliosa (Canale 5, 1999)
- Katia e Mara verso oriente (Rai 1, 2000)
- Fantastica italiana (Rai 1, 2001)
- Venezia la luna e tu (Rai 1, 2001)
- Un ponte tra le stelle - la befana dei bambini vittime delle guerre e dei terrorismi (Rai 1, 2002)
- Festa in casa Martini (Rai 1, 2004)
- Concerto di Natale (Rai 2, 2007–2010)
- La fattoria (Canale 5, 2009) Inviata
- La vita in diretta (Rai 1, 2010–2013)
- Telethon (Rai 1, 2010–2011, 2016)
- L'anno che verrá (Rai 1, 2010)
- Buon pomeriggio Italia! (Rai 1, 2011–2013)
- Premio Biagio Agnes (Rai 1, 2012)
- Tú sí que vales (Canale 5, 2014–2016)